# Harrods
Harrods ist das bekannteste Warenhaus Londons. Es zählt zu den berühmtesten, größten (fast 100.000 m² Verkaufsfläche) und exklusivsten Warenhäusern der Welt. Das Gebäude befindet sich an der Brompton Road im Stadtbezirk Royal Borough of Kensington and Chelsea im Westen der Innenstadt. Seit Mai 2010 ist es im Besitz der Qatar Holding.

## Geschichte

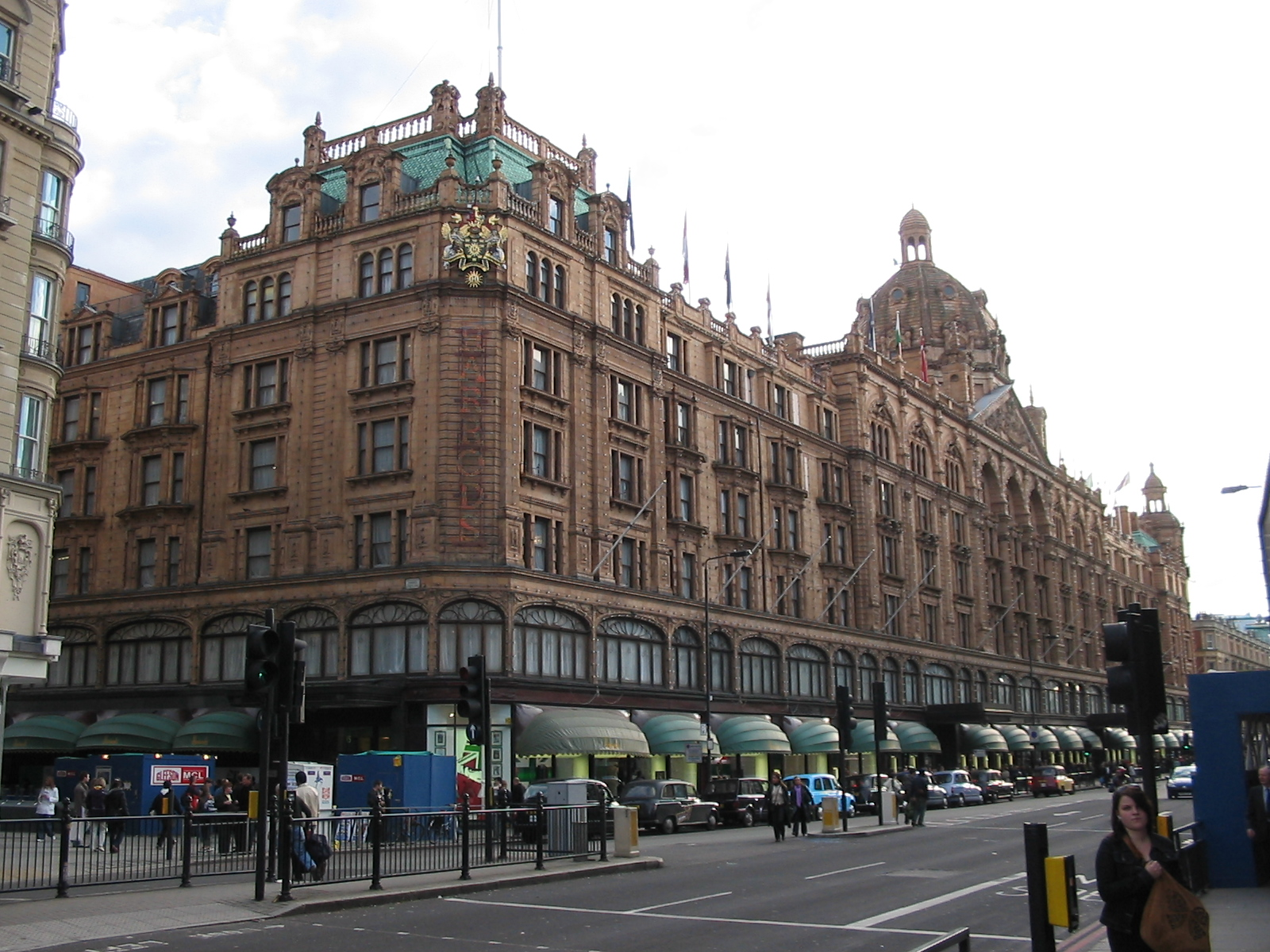
Harrods, London

Das Unternehmen wurde im Jahre 1834 von Charles Henry Harrod gegründet und im Jahre 1849 nach Knightsbridge verlegt. Im Dezember 1883 wurde das Gebäude durch einen Brand vollständig zerstört und in den Jahren zwischen 1894 und 1903 in der gegenwärtigen Gestalt im Stil des Eklektizismus neu gebaut.

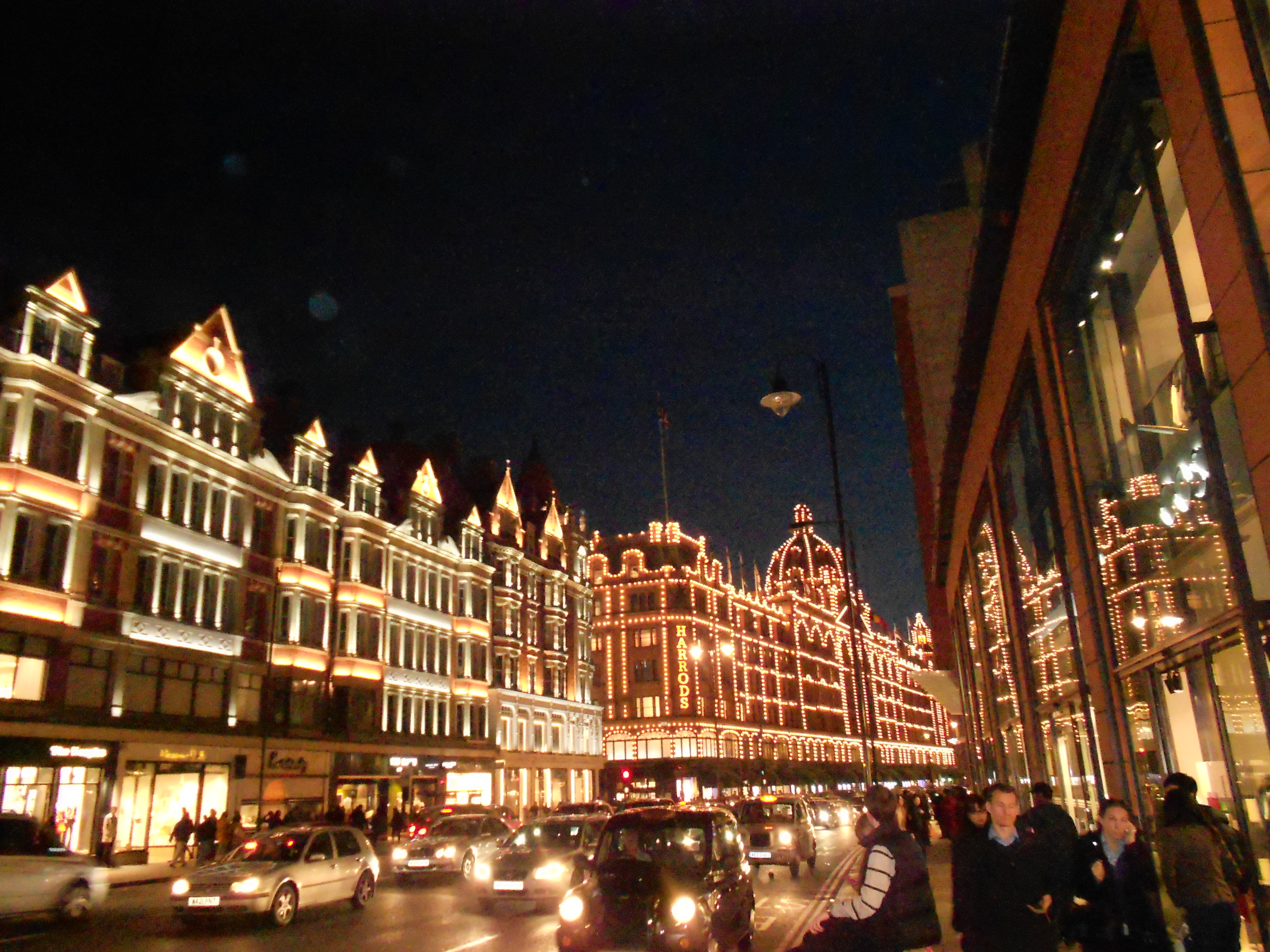
Die Brompton Road mit dem Kaufhaus Harrods in der Abenddämmerung

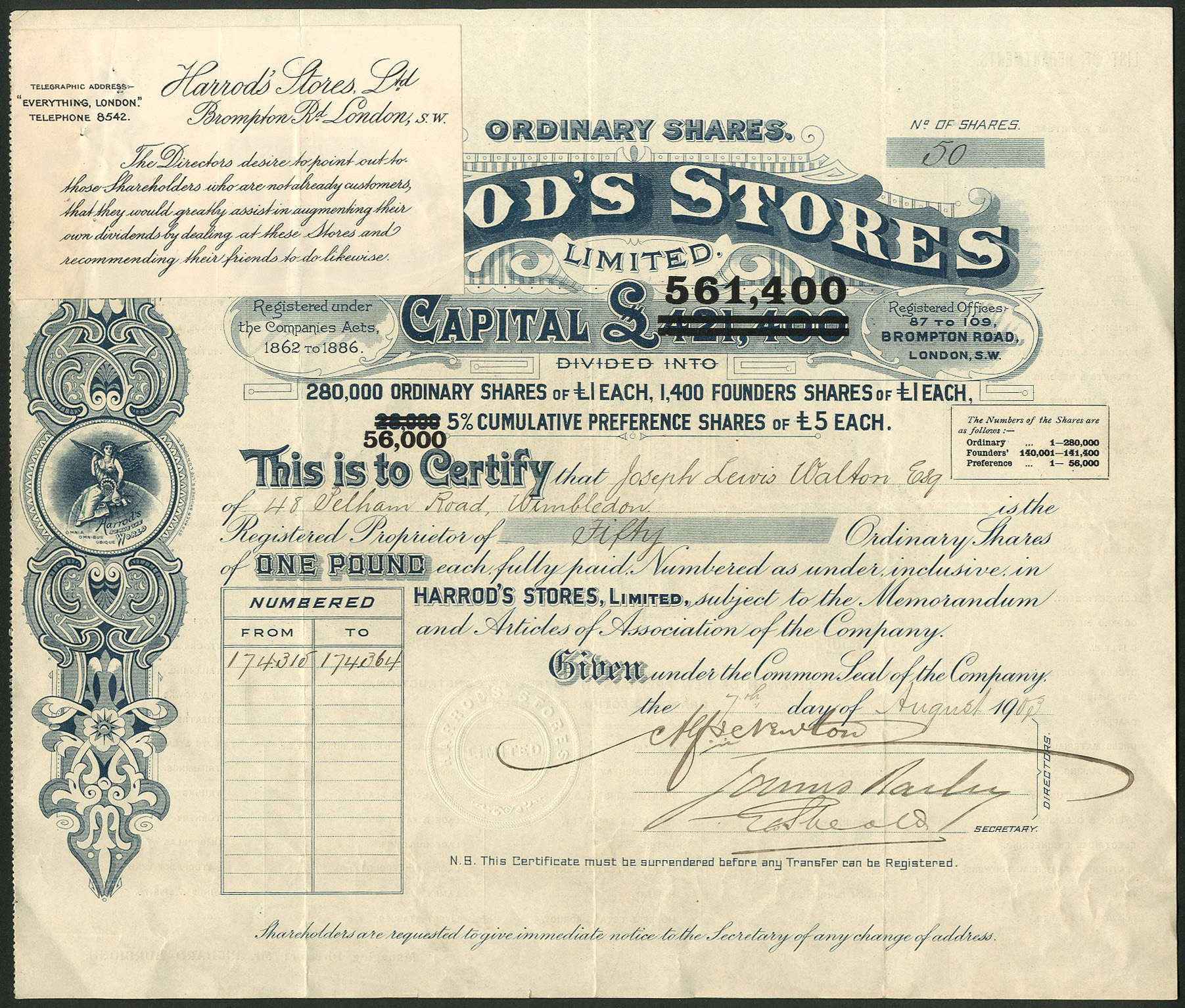
Aktie von Harrod’s Stores Ltd. vom 7. August 1903

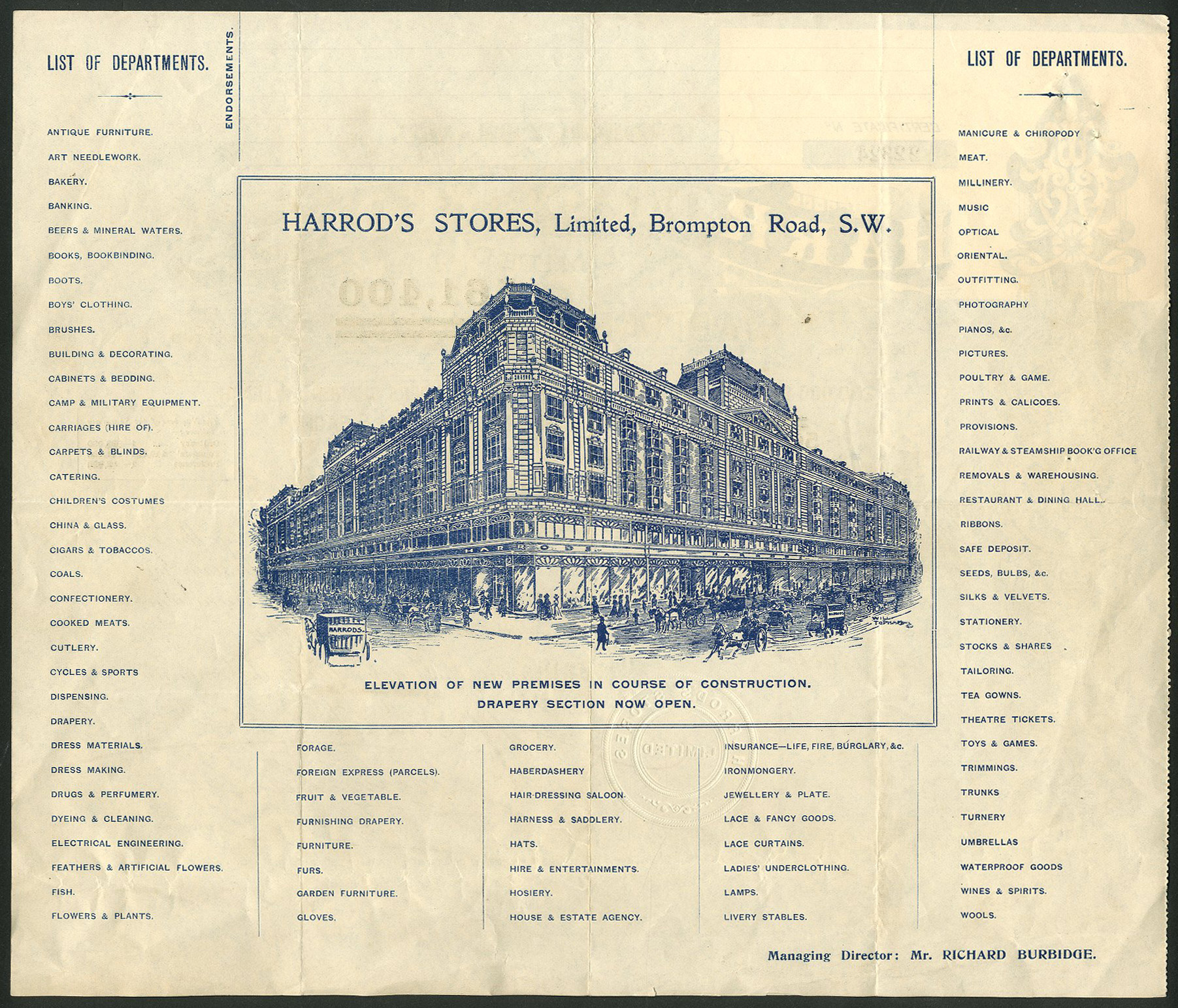
Rückseite der Aktie von 1903 mit Darstellung des Kaufhauses und Auflistung der Abteilungen

Bei Dunkelheit wird das Gebäude von 11.500 Lampen illuminiert.
1931 war das Unternehmen eine Aktiengesellschaft und wurde in den FT 30 Index aufgenommen.
1959 bis 1994 war Harrods Teil der Unternehmensgruppe House of Fraser.
Seit 1974 war das Kaufhaus Ziel dreier Anschläge der IRA. Beim letzten Anschlag vom 17. Dezember 1983 wurden sechs Personen getötet.
1985 wurde das Kaufhaus von Mohamed Al-Fayed gekauft, es blieb aber bis 1994 mit der Unternehmensgruppe House of Fraser verbunden.
Im Mai 2010 verkaufte Al-Fayed das Kaufhaus an den Investor Qatar Holding aus Katar für geschätzte 1,7 Mrd. Euro.

## Angebotspalette
Besonders bekannt ist die im Erdgeschoss liegende Lebensmittelabteilung mit ihren so genannten „Food Halls“ und deren unterschiedlichen Ausstattungen im Jugendstil. Ebenfalls berühmt ist die Beleuchtung der Fassade, die aus etwa 12.000 Glühlampen besteht, von denen hauseigene Elektriker jeden Tag etwa 300 auswechseln müssen.
Die nächstgelegene Station innerhalb der Piccadilly Line der London Underground ist Knightsbridge. Hier – in der seit 2004 verkehrsberuhigten Straße namens „Hans Crescent“ – führt ein separat ausgeschilderter U-Bahnzugang direkt vor einen der Eingänge des Kaufhauses.
Auch wenn das Kaufhaus zu den teuersten Einkaufsmöglichkeiten in London gehört, steht es allen Menschen offen. Voraussetzung dazu ist allerdings ein angemessenes äußeres Erscheinungsbild, so dass etwa Träger von Rucksäcken vom Sicherheitspersonal darauf hingewiesen werden, dass sie diese in der Hand und keinesfalls auf dem Rücken zu tragen haben. Ebenfalls verboten ist das Tragen auffallender, subkultureller Kleidung (z. B. Punk oder Heavy-Metal-Fan). Außerdem dürfen Jugendliche nicht in Gruppen gehen und das Kaufhaus nur durch einen der vier Eingänge betreten. Von Touristen wird es nach dem Parlament und Big Ben in London am dritthäufigsten aufgesucht.

## Ehemaliger Hoflieferant
Harrods war bis zum Jahre 2001 Hoflieferant für
- Königin Elisabeth II.
- Prinz Philip, Duke of Edinburgh als Herrenausstatter
- Charles, Prince of Wales als Herrenausstatter und Sattler
- Königin Elizabeth – der Königin-Mutter – mit Porzellan und Glaswaren

Der Hoflieferantenstatus gab Harrods das Recht, die Wappen – die sogenannten Royal Warrants – jedes dieser vier Mitglieder der königlichen Familie an der Fassade des Kaufhauses anzubringen. Gleiches galt auch für das Führen der Royal Warrants mit dem Zusatz „By Appointment to Her…“ auf dem Briefpapier, den Verpackungen oder in Kombination mit sonstigen Firmenemblemen der Harrods Group.
Harrods erhielt unter anderem im Jahre 1956 auch von Prinz Philip dieses Prädikat. Am 21. Dezember 2001 wurde aber dessen Privileg „aufgrund signifikante[r] Veränderungen in den Handelsbeziehungen mit Harrods“ durch Prinz Philip dem Kaufhaus entzogen. Öffentlichen Spekulationen zufolge hing dieser Entzug des Wappen- und Hoflieferantenstatus damit zusammen, dass Mohamed Al-Fayed des Öfteren in Zeitungs- und Fernsehinterviews behauptete, dass der Duke of Edinburgh – „mit seiner deutschen Abstammung und mit seinen Naziansichten“ – als treibende, konspirative Kraft für den Tod seines Sohnes und der Prinzessin verantwortlich sei.
Infolge der herzöglichen Anordnung ließ Al-Fayed vorsorglich auch die anderen drei – noch vorhandenen und nicht entzogenen – königlichen Wappen von der Kaufhausfassade entfernen und verbrannte diese 2011 im Zuge der Veröffentlichung von Unlawful Killings auf seinem Grundstück. Seit dem Jahre 1997 soll – nach ungenannten Quellen bei Hofe – keiner der Royals bei Harrods zum Einkaufen gewesen sein oder von dort Waren bezogen haben. Die heutige Kaufhausbezeichnung ist nur noch „Harrods“. Der damalige Standortzusatz „Knightsbridge“ wird ebenfalls nicht mehr verwendet.
Im Untergeschoss des Kaufhauses befand sich ein Lady Diana und Dodi Fayed gewidmeter Gedächtnisbrunnen, der im Mai 2018 deinstalliert wurde.

## Filialen

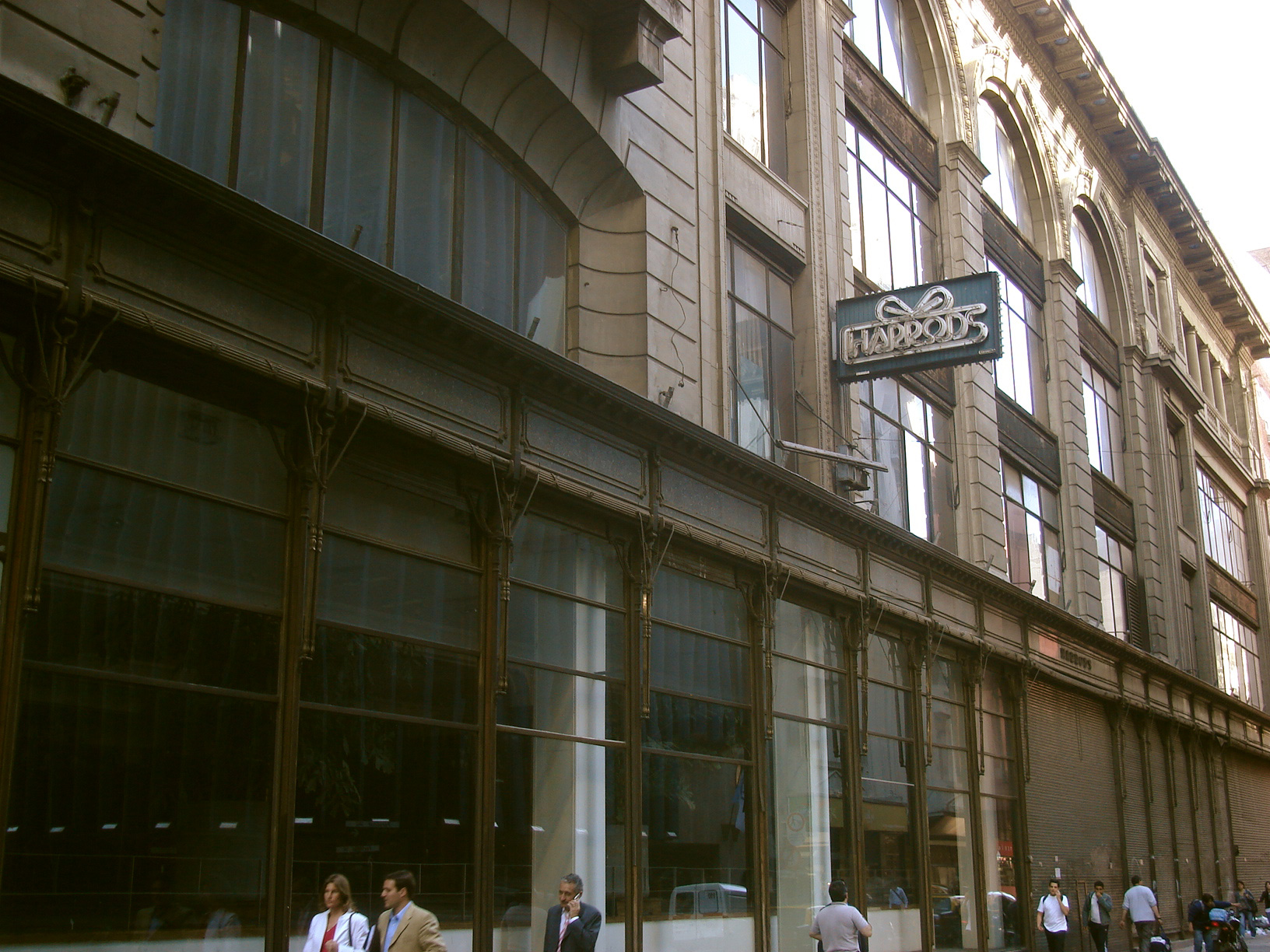
Harrods, Buenos Aires

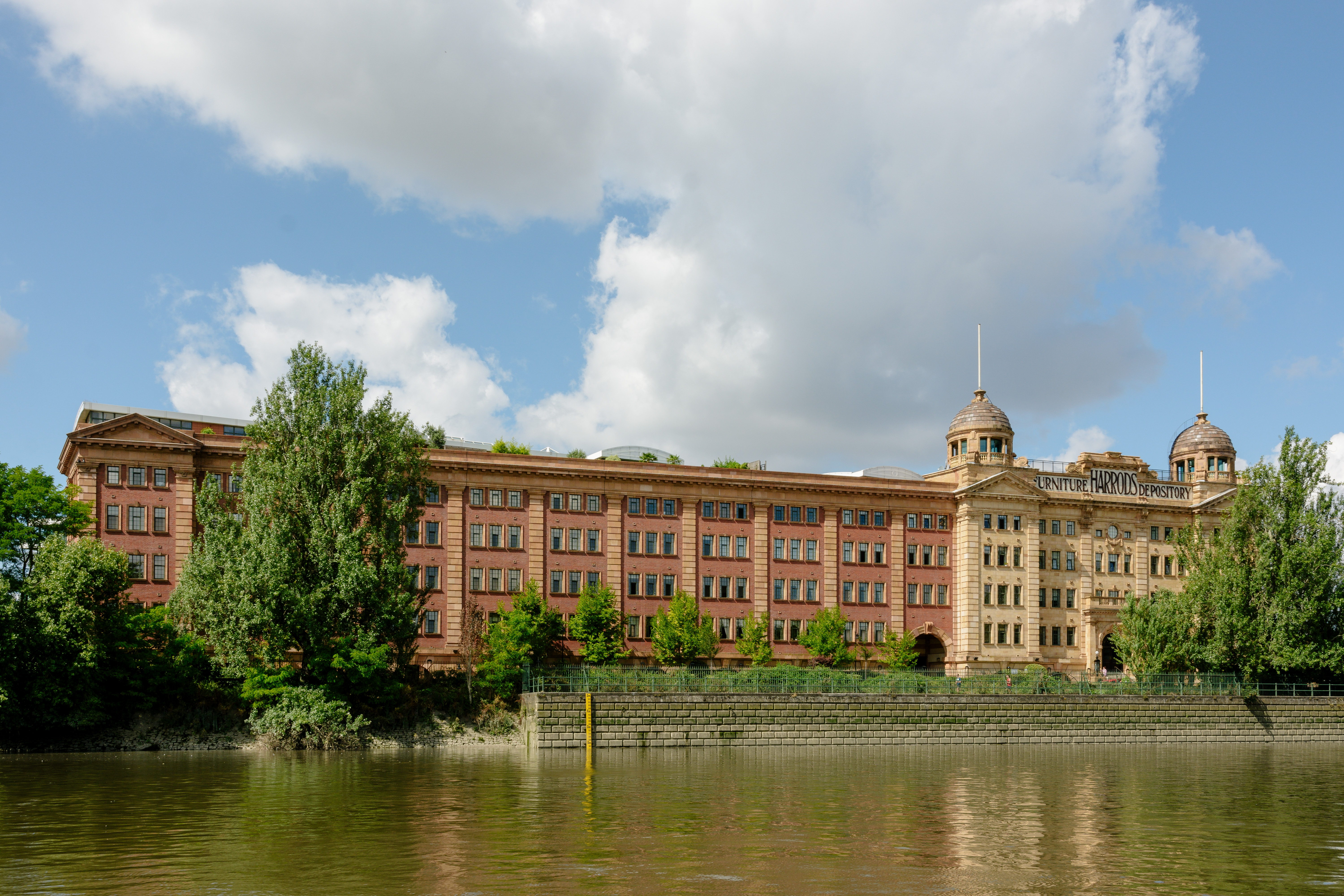
Harrods Furniture Depository nahe Hammersmith Bridge in London

Im Jahre 1912 wurde die erste Harrods-Filiale in Buenos Aires, Argentinien eröffnet. Diese wurde in den 1940er Jahren unabhängig und firmierte aber weiterhin unter dem Namen Harrods. Das Gebäude steht zurzeit (2016) leer und wird nicht als Einkaufszentrum genutzt.
Harrods unterhält weitere Filialen, so befindet sich je eine Filiale auf dem Kreuzfahrtschiff Queen Elizabeth 2 und in den Londoner Flughäfen Heathrow und Gatwick.
Die im Terminal des Flughafens Wien-Schwechat befindliche Filiale von Harrods wurde 2003 geschlossen, ebenso die am Frankfurter Flughafen. Im Jahr 2013 fanden Verhandlungen über eine neue Filiale in der Inneren Stadt (erster Bezirk) von Wien in der Nähe des Grabens statt. So sollte das Haus am Schottentor, welches bis dahin von der Bank Austria genutzt wurde, von Harrods genutzt werden. Inzwischen befindet sich in dem Gebäude eine Filiale von Interspar. In Porto Cervo auf Sardinien wurde für den Sommer 2013 eine Einkaufsmeile der Marke Harrods errichtet. In der Zeit vom 8. November 2006 bis 7. Januar 2007 befand sich ein 200 m² großer Laden in einer Filiale der Deutschen Bank in der Friedrichstraße in Berlin.